# Joseph A. McDonough
Joseph A. McDonough (* 20. Oktober 1896 in Portland, Maine; † 11. Mai 1944 in Hollywood, Kalifornien) war ein US-amerikanischer Regieassistent, der bei der Oscarverleihung 1934 für den Oscar für die beste Regieassistenz nominiert war.

## Biografie
McDonough begann seine Laufbahn als Regieassistent 1917 bei dem Western-Stummfilm John Ermine of Yellowstone und war bis zu seinem Tode bei der Produktion von 45 Filmen beteiligt. Bei der Oscarverleihung 1934 gehörte er zum Kreis der Nominierten für den Oscar für die beste Regieassistenz.
Er arbeitete beinahe an allen Filmen von James Whale mit, die dieser für die Universal Studios drehte, und einen weiteren für Metro-Goldwyn-Mayer produzierten Filmen. Dazu gehören die Filme Waterloo Bridge (1931), Frankenstein (1931), Das Haus des Grauens (1932), Der Unsichtbare (1933), Frankensteins Braut (1935), Show Boat (1936) und Die grüne Hölle (1940).
Zu den weiteren bekanntesten Filmen, an denen er als Regieassistent mitarbeitete, zählen Mein kleiner Gockel (1940), One Night in the Tropics (1940), der erste Kinofilm von Abbott und Costello, sowie Hellzappopin (1941). Dabei war er Assistent von Regisseuren wie H. C. Potter, Edward F. Cline und A. Edward Sutherland.
Er selbst inszenierte als Filmregisseur nur einen Film und zwar Pirates of the Skies (1939).